# Capital (cervecería)
Cerveza Capital es una marca de cervezas artesanales de Chile nacida en 2005 en Santiago de Chile.
Esta cerveza se enmarca dentro de un periodo de gran propagación de marcas de cerveza alternativas a las cervezas más masivas, como Cristal o Escudo. Dado que la mayoría de estas marcas surgieron en sectores del sur de Chile con tradición cervecera por la presencia de inmigrantes alemanes, la Cervecería Capital nació como un intento de crear una cerveza artesanal de Santiago, la capital de chile, de lo que surgen tanto el nombre del producto como el lema "¡A tomarse la Capital!".

## Tipos
- Pale ale: Es una cerveza rubia tradicional, elegida la mejor Pale ale por la Guía de la Cerveza en Chile 2009.
- Amber ale: Cerveza roja, elegida la mejor en su tipo por la Guía de la Cerveza en Chile 2008, 2009 y 2010.
- Negra ale: Cerveza oscura, incorpora siete maltas en su receta, elegida la mejor en su tipo por la Guía de la Cerveza en Chile 2012, y medalla de bronce en la Copa de las Cervezas de América.
- India pale ale: Una de las pocas IPA producidas en Chile, con mucha presencia de lúpulo. Elegida la mejor en su tipo por la Guía de la Cerveza en Chile 2012
- Anibal imperial stout: Cerveza oscura, incorpora en su receta muchas maltas lo que le da un amargor intenso y alta graduación alcohólica.